# CJ Entertainment
CJ Entertainment (koreanisch CJ엔터테인먼트) ist ein südkoreanisches Filmproduktionsstudio und Teil der CJ Group. Es ist die Marke der Filmsparte des Medienkonglomerats CJ ENM. Die Filmdivision nennt sich offiziell CJ ENM’s Film Business Department. Geleitet wird die Sparte von Jeong Tae-sung. Aktiv im Vertrieb und der Finanzierung von Filmen war CJ Entertainment über Jahre die umsatzstärkste Filmproduktionsgesellschaft in Südkorea. Einige der erfolgreichsten Filme in Südkorea wurden von CJ produziert, darunter Der Admiral – Roaring Currents (2014), Extreme Job – Die Spicy-Chicken-Police (2019), Ode to My Father (2014), Masquerade (2012), Tsunami – Die Todeswelle (2009), Parasite (2019).

## Geschichte
Nach dem Tod von Lee Byung-chull im Jahr 1987 wurde die Samsung Group über mehrere Jahre umstrukturiert und unter den Erben aufgeteilt. Miky Lee (Lee Mi-kyung), eine Enkelin Lees, schloss ihr Studium in Harvard ab und arbeitete danach in Samsungs US-Außenstelle. Ende 1994 erhielt sie eine Anfrage, ob Samsung interessiert sei an einer Investition in ein neues Filmstudio von Steven Spielberg, David Geffen und Jeffrey Katzenberg. Miky Lee lag das Vorhaben ihrem Onkel, dem Samsung-CEO Lee Kun-hee vor. Dieser war interessiert. Allerdings wollte sich Samsung auf Hardware fokussieren und die Investition kam nicht zustande. Zu dieser Zeit hatte Cheil Jedang ein eigenes Management, gehörte aber noch nur Samsung-Gruppe. Es befand sich um Herauslöseprozess, der noch bis 1997 andauern sollte. Cheil Jedang wurde von Miky Lees Bruder, Lee Jay-hyun, geleitet. Er entschloss sich zu einer Investition von 300 Millionen US-Dollar, womit die spätere CJ Group einen Unternehmensanteil von 10,8 % erwarb sowie die exklusiven Vertriebsrechte an DreamWorks-Filmen in Asien, außer Japan. Kurz darauf gründete Cheil Jedang einen Multimedia-Sparte, die später CJ Entertainment werden sollte.
Die Multimedia-Sparte investierte in Eröffnung neuer Kinos, woraus später das Unternehmen CJ CGV entstand. Während der Asienkrise 1997 stieg CJs Wichtigkeit in der südkoreanischen Filmindustrie. Größere Konglomerate, wie Samsung, zogen sich zurück, und auch kleinere Filmunternehmen mussten schließen. CJ nutzte dies und feierte großen Erfolg mit Park Chan-wooks Debütfilm Joint Security Area.
2011 wurde das Unternehmen CJ Entertainment mit CJ Media, M-net Media, On Media und CJ Internet zu dem neuen Unternehmen CJ E&M (CJ Entertainment and Media) fusioniert. CJ Entertainment blieb als Marke des neuen Unternehmens erhalten. 2018 folgte eine weitere Zusammenlegung mit CJ O Shopping zu CJ ENM (Entertainment and Merchandise). CJ Entertainment ist somit das Filmlabel von CJ ENM.
Strategisch strebt CJ an, ein globales Unternehmen zu werden. 2013 produzierte CJ den internationalen Actionfilm Snowpiercer von Bong Joon-ho. Während die CJ Group durch die Kinokette CJ CGV in vielen Ländern erfolgreich vertreten ist, intensivierte auch CJ Entertainment seit der Veröffentlichung von Snowpiercer ausländische Filmproduktionen. Eine weitere englischsprachige Produktion ist Love Again – Jedes Ende ist ein neuer Anfang (im Original Endings, Beginnings, 2019). Des Weiteren produziert CJ Remakes von in Südkorea erfolgreichen Filmen in diversen Ländern. Von Miss Granny (2014) mit Shim Eun-kyung produzierte CJ Entertainment bspw. ein vietnamesisches Remake (Em là bà nội của anh), ein chinesisches Remake (Chóng fǎn èrshí suì) und noch weitere. Grund sei, dass die südkoreanische Filmindustrie kein weltweites Distributionssystem wie Hollywood habe, dessen Filme auf keine kulturellen Barrieren stoßen. Koreanische Filme hätten nach Jeong Tae-sung im Ausland aber mit Kultur- und Sprachbarrieren zu kämpfen. Ein amerikanisches Remake von Save the Green Planet unter Regie von Jang Joon-hwan, der das auch das Originalwerk entwarf, und Produktion von Ari Aster ist in Planung.
Es produzierte auch Bongs Film Parasite, der 2020 als erster nichtenglischsprachiges Werk mit dem Oscar für den besten Film ausgezeichnet wurde.